# Lutas nos Jogos Pan-Americanos
As Lutas nos Jogos Pan-Americanos foram introduzidas em 1951, em Buenos Aires, são divididas em Luta Greco Romana e Luta Estilo Livre

## Quadro de Medalhas
Atualizado até a edição de 2015.
| Ordem | País                 | Medalha de ouro | Medalha de prata | Medalha de bronze | Total |
| ----- | -------------------- | --------------- | ---------------- | ----------------- | ----- |
| 1     | Estados Unidos       | 96              | 49               | 38                | 183   |
| 2     | Cuba                 | 77              | 54               | 41                | 172   |
| 3     | Canadá               | 38              | 30               | 50                | 118   |
| 4     | Venezuela            | 3               | 20               | 34                | 57    |
| 5     | Equador              | 2               | 3                | 6                 | 11    |
| 6     | México               | 1               | 11               | 25                | 37    |
| 7     | Colômbia             | 1               | 6                | 22                | 29    |
| 8     | Brasil               | 1               | 4                | 7                 | 12    |
| 9     | República Dominicana | 1               | 3                | 12                | 16    |
| 10    | Porto Rico           | 1               | 2                | 15                | 18    |
| 11    | Peru                 | 0               | 4                | 10                | 14    |
| 12    | Argentina            | 0               | 3                | 5                 | 8     |
| 13    | Panamá               | 0               | 3                | 2                 | 5     |
| 14    | Chile                | 0               | 2                | 2                 | 4     |
| 15    | Honduras             | 0               | 2                | 0                 | 2     |
| 16    | El Salvador          | 0               | 0                | 1                 | 1     |
| Total | Total                | 222             | 196              | 271               | 689   |

## Ligações Externas
- Sports123